# Dan Mintz (producteur)
Pour les articles homonymes, voir Mintz.
Dan Mintz est un réalisateur et producteur américain né en 1965 à New York, (États-Unis).
Il est aussi le PDG de l'entreprise DMG Entertainment, qu'il a créé en 1994 avec ses deux partenaires chinois.

## Biographie
Mintz était autodidacte, sans emploi et ne connaissait pas un seul mot de mandarin lorsqu’il est arrivé à Pékin en 1990. Il s'est lié d'amitié avec un expert financier du nom de Wenge Xiao, avec qui il s'associera 3 ans après pour créer DMG holdings. Les deux partenaires s'associeront un an plus tard avec un jeune producteur local, ancien gymnaste national ; Bing Wu, pour développer la branche cinématographique du groupe appelé DMG Entertainment.

## Filmographie

### En tant que producteur délégué
- 2012 : Repeat I Love You de Yuen-Leung Poon
- 2012 : Looper de Rian Johnson
- 2013 : Iron Man 3 de Shane Black
- 2014 : Transcendence de Wally Pfister
- 2015 : Autobahn d'Eran Creevy

### En tant que réalisateur
- 2004 : American Crime (vidéo)
- 2001 : Cookers

### En tant que directeur de la photographie
- 2004 : American Crime (vidéo)
- 2001 : Cookers

## Monteur
- 2001 : Cookers